# تخريج أحاديث الكشاف
تخريج أحاديث الكشاف للزمخشري، هو كتاب من تأليف جمال الدين الزيلعي، صنفه لتخريج ما يقع في تفسير الكشاف من أحاديث نبوية وآثار عن الصحابة.

## وصف
تخريج أحاديث الكشاف للزمخشري، هو كتاب من تأليف جمال الدين الزيلعي في القرن الثامن الهجري، وقد استوعب تخريجها ولم يفته إلا القليل منها، وتكلم على الأحاديث ورواتها، ونقل كلام المتقدمين عليها، ونبه على بعض ما في الكشاف من مسائل على اعتقاد المعتزلة. 
موضوع الكتاب كما يتضح من عنوانه هو تخريج ما وقع من أحاديث نبوية وآثار الصحابة في تفسير الزمخشري المسمى "الكشاف"، وذلك بأن يعزوها لمن أخرجها من أصحاب الكتب الحديثية المعتبرة، ويبين درجتها من الصحة أو الحسن أو الضعف، أو النكارة أو الوضع.
لقي الكتاب عناية من بعض العلماء، وأبرزهم ابن حجر العسقلاني (852 هـ)، حيث إنه لخص كتاب الزيلعي (ت. 762 هـ) من كبار علماء الحديث في زمانه، مستوفيا لمقاصده، غير مخل بفوائده، وزاد عليه أحاديث مما فاته تخريجها، وسماه: الكاف الشاف في تخريج أحاديث الكشاف.
طبع الكتاب محققا في أربع مجلدات ونشرته دار ابن خزيمة بالسعودية، ثم أعادت طباعته وزارة الشؤون الإسلامية بالسعودية.

### منهج المؤلف في الكتاب
1. استوعب جميع ما في تفسير الكشاف من أحاديث نبوية وآثار عن الصحابة، فخرجها وتكلم عليها كلها، إلا بعض الآثار التي لم يجدها، وهي قليلة.
2. بدأ بتخريج ما في تفسير سورة الفاتحة من أحاديث وآثار، وسار على ترتيب القرآن إلى آخر القرآن.
3. ينقد كثيرا الأحاديث والآثار التي يخرجها، فيتكلم عليها بنفسه، أو ينقل كلام من قبله من الحفاظ.
4. تكلم على كثير من الرواة تعديلا أو جرحا، ناقلا أقوال المختصين في الجرح والتعديل.
5. أحيانا يبين الأوهام التي وقع فيها من قبله.
6. ينبه أحيانا إلى المسائل التي الاعتزالية التي يذكرها الزمخشري ويرد عليه في ذلك. [1]

### أهمية الكتاب
تتجلى أهمية هذا الكتاب فيما يلي:
1. موضوعه في تخريج أحاديث وآثار تتعلق بكتاب الله تعالى، وهذا في غاية الأهمية.
2. أن المؤلف من كبار حفاظ الحديث في زمانه، وله اطلاع واسع على الأحاديث، ويستحضر الكلام عليها وعلى رواتها، مع الدقة والضبط والإتقان، والإنصاف وعدم التعصب.
3. نقل المؤلف من كتب غير موجودة في زماننا، حيث إنه وقف عليها في زمانه، ونقل منها نقولات مهمة، ككتاب التفسير لابن مردويه، وكتاب الترغيب لابن شاهين، وغيرها. [3]

### مآخذ على الكتاب
ذكر ابن حجر العسقلاني أن الزيلعي فاته كثير من الأحاديث التي يذكرها الزمخشري بطريق الإشارة، وأنه لم يتعرض غالبا للأحاديث الموقوفة.
لكن أجيب عن المأخذ الأول: أنه إن كان المقصود بما ذكره الزمخشري بطريق الإشارة، نحو قوله في سورة الفاتحة إنها نزلت بمكة، وقيل بالمدينة، وقيل نزلت مرتين، ونحو ذلك، فإن هذا لا يلزم الزيلعي؛ لأن ذلك من مكملات التخريج.
أما اعتراضه على عدم تخريج الآثار الموقوفة، فلعله يريد آثار من بعد الصحابة؛ لأن الزيلعي يخرج آثار الصحابة غالبا، أما من بعدهم فلم يلتزم تخريجها. 

## طبعات الكتاب
طبع الكتاب بتحقيق سلطان الطبيشي، وتقديم الشيخ عبد الله السعد، ونشر في دار ابن خزيمة في أربع مجلدات عام 1414هـ، ثم أعادت طباعته وزارة الشؤون الإسلامية السعودية عام 1424هـ - 2003م.